# Aeschynomene nivea
Aeschynomene nivea är en ärtväxtart som beskrevs av Townshend Stith Brandegee. Aeschynomene nivea ingår i släktet Aeschynomene och familjen ärtväxter. Inga underarter finns listade i Catalogue of Life.